# Sous-bois à Pontaubert
Sous-bois à Pontaubert est un tableau de Georges Seurat peint en 1881 ou 1882 à Pontaubert. Il est conservé au Metropolitan Museum of Art à New York.

## Description
Le tableau a été peint à Pontaubert dans le Morvan à l'occasion d'un voyage de l'artiste. Le sujet est, comme le suggère le titre, le sous-bois lui-même.